# 오하타촌 (돗토리현)
오하타촌(大幡村)은 일본 돗토리현 사이하쿠군에 있던 촌이다. 현재의 호키정의 일부에 해당한다.

## 역사
- 1889년 10월 1일 - 정촌제 시행에 의해 아이미군 오하타촌이 성립하였다.
- 1955년 3월 31일 - 하타사토촌의 일부, 히노군 야고촌과 합병해 기시모토정이 신설하여 폐지되었다.

## 참고문헌
- 竹内伊四郎編『大日本紳士名鑑』明治出版社、1916年。
- 日本自治協会編『市町村治績録 改訂第2版』日本自治協会、1930年。
- 『角川日本地名大辞典 31 鳥取県』。
- 『市町村名変遷辞典』東京堂出版、1990年。